# Powiat nieświeski
Powiat nieświeski – powiat utworzony 7 listopada 1920 r. pod Zarządem Terenów Przyfrontowych i Etapowych z części powiatów baranowickiego (gminy: Łań, Sieniawka, Kleck, Snów, Howiezna, Horodziej, Mir i Zuchowicze) i słuckiego (gminy: Ceładowicze i Hrycewicze). 19 lutego 1921 r. wszedł w skład nowo utworzonego
województwa nowogrodzkiego. Jego stolicą był Nieśwież. W skład powiatu wchodziło 10 gmin i 3 miasta.

## Gminy
- Horodziej
- Howiezna
- Hrycewicze
- Kleck
- Lisuny
- Łań
- Mir[2]
- Siniawka
- Snów
- Żuchowicze[2]
- Zaostrowiecze[3]

## Miasta
- Kleck
- Nieśwież
- Mir[4]